# Shine
 For alternative betydninger, se Shine (flertydig). (Se også artikler, som begynder med Shine)
"Shine" er en sang, komponeret af Hanne Sørvaag, Harry Sommerdahl og Christian Leuzzi, og fremført af Sopho Nizjaradze.

## Eurovision Song Contest 2010
Sangen repræsenterede Georgien i Eurovision Song Contest 2010 i Oslo, Norge. Sangen gik videre fra anden semifinale, og kom på en 9. plads med 136 point i finalen.
| Musik | Spire Denne musikartikel er en spire som bør udbygges. Du er velkommen til at hjælpe Wikipedia ved at udvide den. |